# Bayern Múnich (fútbol para veteranos)
La sección deportiva de fútbol para veteranos del Bayern Múnich es uno de los departamentos con los que cuenta el club. El departamento de fútbol de tercera edad es la división más joven del club. Se creó en 2002 para participar en las diferentes clases de la tercera edad de fútbol en Múnich. Además, el departamento se desempeña en jugar amistosos en casa y en el extranjero, siendo estas tareas representativas para el club.
| Fundación:             | 2002                            |
| Jefe del departamento: | Harald Meyer                    |
| Miembros:              | 135 (Desde: 2008)               |
| Sede:                  | Trainingsgelände Säbener Straße |

- Datos: Q1386918